# 1975년 일본 프로 야구 올스타전
1975년 일본 프로 야구 올스타전은 1975년 7월 19일과 7월 20일, 7월 22일에 열린 일본 프로 야구의 올스타전 경기이다.

## 개요
전년도 일본 시리즈 정상에 올랐던 롯데 오리온스의 가네다 마사이치 감독이 퍼시픽 리그 올스타팀을 이끌었고 10년 연속 리그 우승을 노리던 요미우리 자이언츠를 저지하고 센트럴 리그 우승을 이끈 주니치 드래건스의 요나미네 가나메 감독이 센트럴 리그 올스타팀을 이끌었다.

## 출장 선수
| 센트럴 리그 | 센트럴 리그       | 센트럴 리그 | 센트럴 리그 |
| ----------- | ----------------- | ----------- | ----------- |
| 감독        | 요나미네 가나메   | 주니치      |             |
| 코치        | 나가시마 시게오   | 요미우리    |             |
| 코치        | 아라카와 히로시   | 야쿠르트    |             |
| 투수        | 호리우치 쓰네오   | 요미우리    | 9           |
| 투수        | 마쓰모토 유키쓰라 | 주니치      | 3           |
| 투수        | 스즈키 다카마사   | 주니치      | 첫 출장     |
| 투수        | 호시노 센이치     | 주니치      | 3           |
| 투수        | 야스다 다케시     | 야쿠르트    | 2           |
| 투수        | 마쓰오카 히로무   | 야쿠르트    | 5           |
| 투수        | 아니야 소하치     | 한신        | 3           |
| 투수        | 에나쓰 유타카     | 한신        | 9           |
| 투수        | 이케가야 고지로   | 히로시마    | 첫 출장     |
| 투수        | 소토코바 요시로   | 히로시마    | 6           |
| 포수        | 다부치 고이치     | 한신        | 7           |
| 포수        | 기마타 다쓰히코   | 주니치      | 5           |
| 포수        | 오야 아키히코     | 야쿠르트    | 4           |
| 1루수       | 오 사다하루       | 요미우리    | 16          |
| 2루수       | 오시타 쓰요시     | 히로시마    | 5           |
| 3루수       | 기누가사 사치오   | 히로시마    | 3           |
| 유격수      | 야마시타 다이스케 | 다이요      | 2           |
| 내야수      | 시마타니 긴지     | 주니치      | 첫 출장     |
| 내야수      | 나카무라 가쓰히로 | 한신        | 2           |
| 내야수      | 후지타 다이라     | 한신        | 7           |
| 내야수      | 마쓰바라 마코토   | 다이요      | 9           |
| 외야수      | 야마모토 고지     | 히로시마    | 3           |
| 외야수      | 다카다 시게루     | 요미우리    | 7           |
| 외야수      | 스에쓰구 도시미쓰 | 요미우리    | 4           |
| 외야수      | 이노우에 히로아키 | 주니치      | 첫 출장     |
| 외야수      | 론 W.             | 주니치      | 첫 출장     |
| 외야수      | 와카마쓰 쓰토무   | 야쿠르트    | 4           |
| 외야수      | 나카쓰카 마사유키 | 다이요      | 3           |

| 퍼시픽 리그 | 퍼시픽 리그       | 퍼시픽 리그 | 퍼시픽 리그 |
| ----------- | ----------------- | ----------- | ----------- |
| 감독        | 가네다 마사이치   | 롯데        |             |
| 코치        | 우에다 도시하루   | 한큐        |             |
| 코치        | 데라오카 다카시   | 난카이      |             |
| 투수        | 오타 고지         | 긴테쓰      | 6           |
| 투수        | 무라타 조지       | 롯데        | 3           |
| 투수        | 미즈타니 노리히로 | 롯데        | 첫 출장     |
| 투수        | 야마구치 다카시   | 한큐        | 첫 출장     |
| 투수        | 야마다 히사시     | 한큐        | 4           |
| 투수        | 야마우치 신이치   | 난카이      | 3           |
| 투수        | 히가시오 오사무   | 다이헤이요  | 3           |
| 투수        | 스즈키 게이시     | 긴테쓰      | 9           |
| 투수        | 간베 도시오       | 긴테쓰      | 3           |
| 투수        | 다카하시 나오키   | 닛폰햄      | 첫 출장     |
| 포수        | 노무라 가쓰야     | 난카이      | 19          |
| 포수        | 무라카미 기미야스 | 롯데        | 3           |
| 포수        | 나카자와 신지     | 한큐        | 2           |
| 1루수       | 가토 히데지       | 한큐        | 4           |
| 2루수       | 야마자키 히로유키 | 롯데        | 6           |
| 3루수       | 아리토 미치요     | 롯데        | 6           |
| 유격수      | 사다오카 지아키   | 난카이      | 첫 출장     |
| 내야수      | B. 마르카노       | 한큐        | 첫 출장     |
| 내야수      | 오하시 유타카     | 한큐        | 3           |
| 내야수      | 후지와라 미쓰루   | 난카이      | 첫 출장     |
| 내야수      | 도이 마사히로     | 다이헤이요  | 12          |
| 외야수      | 하리모토 이사오   | 닛폰햄      | 16          |
| 외야수      | 사사키 교스케     | 긴테쓰      | 첫 출장     |
| 외야수      | 후쿠모토 유타카   | 한큐        | 5           |
| 외야수      | 히로타 스미오     | 롯데        | 2           |
| 외야수      | 나가이케 도쿠지   | 한큐        | 9           |
| 외야수      | 가도타 히로미쓰   | 난카이      | 2           |
| 외야수      | 오가와 도루       | 긴테쓰      | 2           |

- 굵은 글씨는 팬 투표로 선출된 선수.

## 올스타전 경기 결과

### 1차전

#### 스코어
| 팀 | 1 | 2 | 3 | 4 | 5 | 6 | 7 | 8 | 9 | R | H  | E |
| 퍼시픽 | 0 | 0 | 0 | 0 | 0 | 0 | 0 | 0 | 0 | 0 | 7  | 0 |
| 센트럴 | 4 | 3 | 1 | 0 | 0 | 0 | 0 | 0 | X | 8 | 11 | 0 |
| 승리 투수: 에나쓰 유타카(한신) 패전 투수: 오타 고지(긴테쓰) 세이브: 아니야 소하치(한신) 홈런: 센트럴 – 야마모토 고지(히로시마·1회 2점, 2회 3점), 기누가사 사치오(히로시마·1회 1점, 3회 1점) |   |   |   |   |   |   |   |   |   |   |    |   |

#### 출장 선수
| 퍼시픽 | 퍼시픽 | 퍼시픽            |
| 타순   | 수비   | 선수              |
| ------ | ------ | ----------------- |
| 1      | (중)   | 히로타 스미오     |
| 2      | (二)   | 야마자키 히로유키 |
| 3      | (좌)   | 하리모토 이사오   |
| 4      | (우)   | 나가이케 도쿠지   |
| 5      | (포)   | 노무라 가쓰야     |
| 6      | (一)   | 가토 히데지       |
| 7      | (三)   | 아리토 미치요     |
| 8      | (유)   | 오하시 유타카     |
| 9      | (투)   | 오타 고지         |

| 센트럴 | 센트럴 | 센트럴            |
| 타순   | 수비   | 선수              |
| ------ | ------ | ----------------- |
| 1      | (좌)   | 와카마쓰 쓰토무   |
| 2      | (유)   | 후지타 다이라     |
| 3      | (중)   | 야마모토 고지     |
| 4      | (一)   | 오 사다하루       |
| 5      | (포)   | 다부치 고이치     |
| 6      | (三)   | 기누가사 사치오   |
| 7      | (우)   | 이노우에 히로아키 |
| 8      | (二)   | 오시타 쓰요시     |
| 9      | (투)   | 에나쓰 유타카     |

#### 수상 선수
MVP
- 야마모토 고지(히로시마)

### 2차전

#### 스코어
| 팀 | 1 | 2 | 3 | 4 | 5 | 6 | 7 | 8 | 9 | R | H | E |
| 퍼시픽 | 0 | 1 | 0 | 0 | 0 | 0 | 2 | 0 | 0 | 3 | 8 | 1 |
| 센트럴 | 0 | 0 | 0 | 0 | 0 | 1 | 3 | 0 | X | 4 | 6 | 0 |
| 승리 투수: 스즈키 다카마사(주니치) 패전 투수: 무라타 조지(롯데) 세이브: 호리우치 쓰네오(요미우리) 홈런: 퍼시픽 – 아리토 미치요(롯데·2회 1점) 센트럴 – 후지타 다이라(한신·6회 1점), 마쓰바라 마코토(다이요·7회 2점) |   |   |   |   |   |   |   |   |   |   |   |   |

#### 출장 선수
| 퍼시픽 | 퍼시픽 | 퍼시픽            |
| 타순   | 수비   | 선수              |
| ------ | ------ | ----------------- |
| 1      | (중)   | 후쿠모토 유타카   |
| 2      | (一)   | 가토 히데지       |
| 3      | (우)   | 가도타 히로미쓰   |
| 4      | (좌)   | 도이 마사히로     |
| 5      | (포)   | 노무라 가쓰야     |
| 6      | (三)   | 아리토 미치요     |
| 7      | (二)   | B. 마르카노       |
| 8      | (유)   | 오하시 유타카     |
| 9      | (투)   | 미즈타니 노리히로 |

| 센트럴 | 센트럴 | 센트럴            |
| 타순   | 수비   | 선수              |
| ------ | ------ | ----------------- |
| 1      | (二)   | 나카무라 가쓰히로 |
| 2      | (유)   | 후지타 다이라     |
| 3      | (중)   | 야마모토 고지     |
| 4      | (一)   | 오 사다하루       |
| 5      | (포)   | 다부치 고이치     |
| 6      | (三)   | 기누가사 사치오   |
| 7      | (좌)   | 이노우에 히로아키 |
| 8      | (우)   | 론 W.             |
| 9      | (투)   | 호시노 센이치     |

#### 수상 선수
MVP
- 마쓰바라 마코토(다이요)

### 3차전

#### 스코어
| 팀 | 1 | 2 | 3 | 4 | 5 | 6 | 7 | 8 | 9 | R | H | E |
| 퍼시픽 | 0 | 0 | 2 | 0 | 1 | 0 | 0 | 0 | 0 | 3 | 7 | 1 |
| 센트럴 | 0 | 0 | 0 | 0 | 0 | 0 | 0 | 0 | 0 | 0 | 4 | 1 |
| 승리 투수: 미즈타니 노리히로(롯데) 패전 투수: 야스다 다케시(야쿠르트) 세이브: 야마구치 다카시(한큐) 홈런: 퍼시픽 – 도이 마사히로(다이헤이요·3회 2점) |   |   |   |   |   |   |   |   |   |   |   |   |

#### 출장 선수
| 퍼시픽 | 퍼시픽 | 퍼시픽            |
| 타순   | 수비   | 선수              |
| ------ | ------ | ----------------- |
| 1      | (중)   | 히로타 스미오     |
| 2      | (二)   | 야마자키 히로유키 |
| 3      | (좌)   | 도이 마사히로     |
| 4      | (우)   | 나가이케 도쿠지   |
| 5      | (포)   | 노무라 가쓰야     |
| 6      | (一)   | 가토 히데지       |
| 7      | (三)   | 아리토 미치요     |
| 8      | (유)   | 오하시 유타카     |
| 9      | (투)   | 야마우치 신이치   |

| 센트럴 | 센트럴 | 센트럴            |
| 타순   | 수비   | 선수              |
| ------ | ------ | ----------------- |
| 1      | (좌)   | 와카마쓰 쓰토무   |
| 2      | (유)   | 후지타 다이라     |
| 3      | (중)   | 야마모토 고지     |
| 4      | (一)   | 오 사다하루       |
| 5      | (포)   | 다부치 고이치     |
| 6      | (三)   | 기누가사 사치오   |
| 7      | (우)   | 나카쓰카 마사유키 |
| 8      | (二)   | 오시타 쓰요시     |
| 9      | (투)   | 야스다 다케시     |

#### 수상 선수
MVP
- 도이 마사히로(다이헤이요)

## 같이 보기
- 일본 야구 기구
- 일본 프로 야구 올스타전